# Ils ont tous raison
Ils ont tous raison (Hanno tutti ragione en italien) est le premier roman du réalisateur Paolo Sorrentino, paru en Italie en 2010 et en France en 2011.
C'est un récit raconté à la première personne par Tony Pagoda, chanteur de charme napolitain inspiré par le personnage joué par Toni Servillo dans le film L'Homme en plus réalisé par ce même Paolo Sorrentino en 2001.
En Italie, ce roman a remporté un succès d'édition. Il existe aussi sous la forme d'un audio-livre lu par Toni Servillo. Paolo Sorrentino en a écrit une suite, Tony Pagoda e i suoi amici.

## Réception critique
À la présentation du roman au prix Strega en 2010 (où il n'a obtenu que la troisième place), Angelo Guglielmi (it) l'a décrit comme « riche en suspense », tandis que Dacia Maraini a parlé d'« une langue originale, qui s'appuie aussi les cultures et sous-cultures napolitaines, utilisé avec une grande liberté inventive, de façon expérimentale et souvent cinglante et imprudente ».